# (73405) 2002 LE25
(73405) 2002 LE25 – planetoida z pasa głównego asteroid okrążająca Słońce w ciągu 4,32 lat w średniej odległości 2,65 j.a. Odkryta 2 czerwca 2002 roku.